# Werner Schwarick
Werner Schwarick (* 31. Mai 1926; † 8. Dezember 2015) war ein deutscher Fußballtorwart. Von 1949 bis 1950 war er im ostdeutschen Fußball aktiv.

## Sportliche Laufbahn
Zur Fußballsaison 1949/50 rief der ostdeutsche Sportausschuss als oberste Fußballspielklasse der  Sowjetischen Besatzungszone die sogenannte DS-Liga ins Leben. Unter den 14 qualifizierten Mannschaften gehörte auch die Betriebssportgemeinschaft (BSG) „Franz Mehring“ aus dem Senftenberger Ortsteil Marga. Diese hatte als Stammtorwart den 23-jährigen Werner Schwarick nominiert. Er blieb bei der BSG konkurrenzlos, denn er bestritt alle 26 Ligaspiele. Zu Beginn der Spielzeit 1950/51 nannte sich die Betriebssportgemeinschaft in Aktivist Brieske-Ost (Brieske ebenfalls ein Senftenberger Ortsteil) um und nominierte Schwarick erneut als Stammtorwart. Von den 17 auszutragenden Spielen der Vorrunde der nun als DDR-Oberliga bezeichneten höchsten Spielklasse absolvierte er 15 Partien. Danach schied er aus dem Briesker Kader aus und trat im höherklassigen Fußball nicht mehr in Erscheinung. Er wurde von der Briesker BSG durch den 19-jährigen Johannes Lawecki ersetzt.